# Jun Kamita
Jun Kamita (嘉味田 隼 Kamita Jun?), född 17 januari 1992 i Wakayama prefektur, är en japansk före detta fotbollsspelare.
Kamita började sin karriär 2010 i Vissel Kobe. 2013 flyttade han till Gainare Tottori. Efter Gainare Tottori spelade han för Arterivo Wakayama. Han avslutade karriären 2018.